# Apanteles simus
Apanteles simus är en stekelart som beskrevs av De Saeger 1944. Apanteles simus ingår i släktet Apanteles och familjen bracksteklar. Inga underarter finns listade i Catalogue of Life.